# Стружнянка
Стружнянка (пол. Stróżnianka) — гірська річка в Польщі, у Новосондецькому й Горлицькому повіті Малопольського воєводства. Права притока Білої, (басейн Балтійського моря).

## Опис
Довжина річки приблизно 7,10 км, найкоротша відстань між витоком і гирлом — 5,22  км, коефіцієнт звивистості річки — 1,36 . Формується багатьма безіменними струмками та частково каналізована.

## Розташування
Бере початок на північно-західних схилах безіменної гори (385,2 м) на висоті приблизно 380 м над рівнем моря у селі Польна (гміна Грибів). Спочатку тече на північний схід, потім переважно на північний захід через село Стружну і у місті Бобова впадає у річку Білу, праву притоку Дунайця.

## Цікаві факти
- Біля міста Бобова річку перетинають автомобільна та залізниця.
- У місті Бобова річку перетинає туристичний зелений пішохідний шлях (Шальова — Бобова — Буковець — Ямна).[3]